# 카사바토레
카사바토레(이탈리아어: Casavatore)는 이탈리아 캄파니아주 나폴리현에 위치한 코무네이다. 나폴리 북쪽으로부터 8km 거리에 위치해있다.